# Moto superluminale

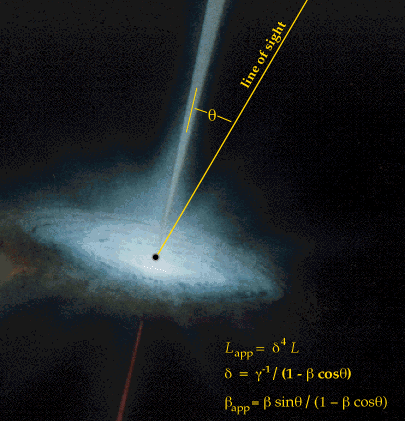
Moto superluminale

In astronomia, il moto superluminale è un moto apparentemente più veloce della luce, osservabile in alcune radiogalassie, oggetti BL Lacertae, quasar, e recentemente anche in alcune sorgenti galattiche chiamate microquasar. Si ritiene che tutte queste fonti contengano un buco nero, responsabile dell'espulsione di massa ad alte velocità.
Quando venne osservato per la prima volta, agli inizi degli anni settanta, il moto superluminale venne considerato come un'evidenza che i quasar non si trovavano a distanze cosmologiche. Anche se qualche astrofisico ancora sostiene questa visione, la maggior parte ritiene che velocità apparentemente superiori a quelle della luce siano illusioni ottiche e non richiedono una fisica che non sia compatibile con la teoria della relatività speciale.

## Interpretazione
La spiegazione può essere data in modo abbastanza semplice come effetto temporale del viaggio della luce derivante da emissioni provenienti da un ammasso di materia che si muova verso di noi ad una velocità molto prossima a quella della luce e con un piccolissimo angolo (linea di vista).
Quando l'ammasso è al centro della galassia, emette della luce nella nostra direzione. Mentre si muove verso di noi (e leggermente a lato) ad altissima velocità, continua ad emettere della luce, che impiegherà meno tempo a raggiungere la Terra, in quanto l'oggetto nel frattempo si è molto avvicinato a noi. Se questo fatto non è noto o non è preso in considerazione, allora si ottiene una sottostima dell'intervallo di tempo (per il nostro sistema di riferimento inerziale), con una conseguente sovrastima della velocità apparente della luce emessa.
Il moto superluminale è spesso visto come due getti opposti, uno che si allontana dalla Terra e uno che viene verso di noi. Se vengono misurati gli spostamenti Doppler per entrambe le sorgenti, allora si possono determinare indipendentemente da altre osservazioni sia la velocità che la distanza.

## Storia
Nel 1966 Martin Rees predisse che "un oggetto che si muove relativisticamente in direzioni adeguate, può apparire ad un osservatore distante come avente velocità trasversale molto più alta di quella della luce".
Pochi anni dopo (nel 1970) tali sorgenti vennero in effetti scoperte in forma di sorgenti radio astronomiche molto distanti, come le radiogalassie e le quasar. Esse vennero chiamate sorgenti superluminali (ovvero, più veloci della luce). La scoperta fu il risultato spettacolare di una nuova tecnica chiamata interferometria a lunghissima base, che permise di determinare la posizione con una precisione inferiore al millesimo di arcosecondo, e in particolare di determinare il cambiamento delle posizioni nel cielo, chiamato moto proprio, in un arco temporale di anni. La velocità apparente viene ottenuta moltiplicando il moto proprio osservato per la distanza e può arrivare fino a sei volte la velocità della luce.
Nel 1994 venne ottenuto un record di velocità galattica con la scoperta di una sorgente superluminale nella nostra Galassia, la fonte cosmica di raggi X GRS1915+105. L'espansione avvenne su una scala di tempo molto breve. Vennero osservati diversi nuclei distinti espandersi in coppie, nel giro di qualche settimana, di valori attorno a 0,5 arcosecondi. Per via dell'analogia con le quasar, questa sorgente venne chiamata microquasar.

## Formalismo matematico per la derivazione della velocità apparente
Immaginiamo un getto relativistico proveniente dal centro di una galassia attiva e che si muove lungo AB con velocità v, vista dall'osservatore nel punto O. Al tempo {\displaystyle t_{1}} un raggio di luce parte dal getto nel punto A, mentre un altro raggio parte dal punto B al tempo {\displaystyle t_{2}}. L'osservatore in O riceve  i due raggi rispettivamente al tempo {\displaystyle t_{1}^{\prime }} e {\displaystyle t_{2}^{\prime }}. L'angolo {\displaystyle \phi } è sufficientemente piccolo da poter considerare uguali le due distanze {\displaystyle D_{L}}.
{\displaystyle AB\ =\ v\delta t}
{\displaystyle AC\ =\ v\delta t\cos \theta }
{\displaystyle BC\ =\ v\delta t\sin \theta }
{\displaystyle t_{2}-t_{1}\ =\ \delta t}
{\displaystyle t_{1}^{\prime }=t_{1}+{\frac {D_{L}+v\delta t\cos \theta }{c}}}
{\displaystyle t_{2}^{\prime }=t_{2}+{\frac {D_{L}}{c}}}
{\displaystyle \delta t^{\prime }=t_{2}^{\prime }-t_{1}^{\prime }=t_{2}-t_{1}-{\frac {v\delta t\cos \theta }{c}}=\delta t-{\frac {v\delta t\cos \theta }{c}}=\delta t(1-\beta \cos \theta )}, dove {\displaystyle \beta ={\frac {v}{c}}}
{\displaystyle \delta t={\frac {\delta t^{\prime }}{1-\beta \cos \theta }}}
{\displaystyle BC\ =\ D_{L}\sin \phi \approx \phi D_{L}=v\delta t\sin \theta \Rightarrow \phi D_{L}=v\sin \theta {\frac {\delta t^{\prime }}{1-\beta \cos \theta }}}
La velocità trasversale lungo CB, {\displaystyle v_{T}={\frac {\phi D_{L}}{\delta t^{\prime }}}={\frac {v\sin \theta }{1-\beta \cos \theta }}}
{\displaystyle \beta _{T}={\frac {v_{T}}{c}}={\frac {\beta \sin \theta }{1-\beta \cos \theta }}}
{\displaystyle {\frac {\partial \beta _{T}}{\partial \theta }}={\frac {\partial }{\partial \theta }}\left[{\frac {\beta \sin \theta }{1-\beta \cos \theta }}\right]={\frac {\beta \cos \theta }{1-\beta \cos \theta }}-{\frac {(\beta \sin \theta )^{2}}{(1-\beta \cos \theta )^{2}}}=0}
{\displaystyle \Rightarrow \beta \cos \theta (1-\beta \cos \theta )^{2}=(1-\beta \cos \theta )(\beta \sin \theta )^{2}}
{\displaystyle \Rightarrow \beta \cos \theta (1-\beta \cos \theta )=(\beta \sin \theta )^{2}\Rightarrow \beta \cos \theta -\beta ^{2}\cos ^{2}\theta =\beta ^{2}sin^{2}\theta \Rightarrow \cos \theta _{max}=\beta }
{\displaystyle \Rightarrow \sin \theta _{max}={\sqrt {1-\cos ^{2}\theta _{max}}}={\sqrt {1-\beta ^{2}}}={\frac {1}{\gamma }}}, dove {\displaystyle \gamma ={\frac {1}{\sqrt {1-\beta ^{2}}}}}
{\displaystyle \therefore \beta _{T}^{max}={\frac {\beta \sin \theta _{max}}{1-\beta \cos \theta _{max}}}={\frac {\beta /\gamma }{1-\beta ^{2}}}=\beta \gamma }
Se {\displaystyle \gamma \gg 1} (cioè quando la velocità del getto è prossima alla velocità della luce) allora {\displaystyle \beta _{T}^{max}>1} nonostante il fatto che {\displaystyle \beta <1}. Naturalmente {\displaystyle \beta _{T}>1} significa che la velocità trasversale lungo CB, la sola velocità che noi possiamo misurare, risulta più grande della velocità della luce nel vuoto, cosicché il moto risulta apparentemente superluminale.